# Itycirrhitus wilhelmi
Itycirrhitus wilhelmi är en fiskart som först beskrevs av Lavenberg och Yañez 1972.  Itycirrhitus wilhelmi ingår i släktet Itycirrhitus och familjen Cirrhitidae. Inga underarter finns listade i Catalogue of Life.